# 马歇尔·霍金斯
詹姆斯·马歇尔·霍金斯（英語：James Marshall Hawkins，1924年8月3日—2010年10月8日），美国NBA联盟前职业篮球运动员。